# کرمزیت
کرمزیت  (به انگلیسی: Kermesite) با فرمول شیمیایی Sb2S2O از مجموعه کانی هاست و با آب یا با اسید کلریدریک شسته و پاک می‌شود. سبک بوده و می‌شکند. از کلمه قرمز فارسی Chapman ۱۸۴۳ گرفته شده‌است. با آب یا با اسید کلریدریک شسته و پاک می‌شود. در اسید نیتریک حل می‌شود. Sb:۷۴٫۹۶٪  S:۲۰٫۰۴٪  O:۵٪  برای اولین بار در ساکس آلمان کشف شد و از نظر شکل بلور: منشورهای طویل شیاردار طولی، رنگ: قرمز گیلاسی که در طول زمان سیاه می‌شود.، شفافیت: نیمه شفاف، جلا: الماسی - نیمه فلزی، رخ: کامل - مطابق باسطح، سیستم تبلور: تری کلینیک و در رده‌بندی سولفور است  و منشأ تشکیل آن هیدروترمال - ثانوی است.
همایند کانی‌شناسی (پارانژ) آن - استیبین- سنارمونتیت- والانتینیت- استیبیکونیت است
، از نظر ژیزمان بلور- تجمع ذرات رشته ای- قشردار (قشر قشر) - شوره‌ای (پولک‌های بسیار ریز) کمیاب است و بیشتر در ایتالیا، الجزیره، قرقیزستان و چک اسلواکی یافت می‌شود.

## منبع
- پردیس کشاورزی ایران